# Château de Sermaizey
Le château de Sermaizey est situé sur la commune de Laives en Saône-et-Loire, à la lisière orientale du village.
Il fait l’objet d’une inscription au titre des monuments historiques depuis le 23 avril 1947.

## Description
Un plan du XVe siècle montre un château composé d'un corps de logis et d'une grosse tour ronde coiffée d'un toit conique.
Il subsiste aujourd'hui le corps de logis occidental, composé de plusieurs bâtiments, tous implantés dans le même alignement et dont la façade ouest, flanquée à son extrémité sud d'un pavillon carré, est percée d'ouvertures régulières sur deux niveaux, les combles étant éclairés par des lucarnes à fronton. Au centre de sa façade orientale, est adossée une tourelle d'escalier hors œuvre à six pans irréguliers, percée de baies à linteaux en accolade dont les parties hautes ont été remaniées au XVIIe siècle. L'angle nord-est est flanqué d'une tour carrée demi-hors œuvre dont le second étage, encore percé d'une fenêtre en plein cintre, abritait une chapelle. Une toiture en pavillon a été substituée au dôme qui la couvrait jadis et les bas-reliefs qui la décoraient, lesquels évoquaient tous des scènes de la vie de la Vierge, ont été dispersés, à l'exception d'une pietà encore encastrée dans le mur de l'ancienne sacristie.
Un pigeonnier circulaire s'élève à quelque distance au sud-est, au-delà des communs.
Le château, propriété privée, ne se visite pas.

## Historique
- XVe siècle : existence d'un château dont on ignore le propriétaire
- 1590 : la seigneurie appartient à François-Abraham Nyod
- 1628 : le bien est vendu à Louis Mercier, fermier de Ruffey, dont la famille va agrandir le domaine et transformer le château
- 1683 : après l'extinction des Mercier, le fief passe entre diverses mains
- fin XVIIIe siècle : l'ensemble est vendu à Charles de Châteauneuf de Randon, marquis d'Apcher, dont le père s'était illustré pour avoir organisé la chasse dans laquelle aurait été tuée la bête du Gévaudan
- époque révolutionnaire : le bien du précédent est confisqué
- 2007 : Effondrement du toit du pigeonnier à cause d'un hiver rude et d'un mauvais entretien, une restauration est prévue

### Armoiries
- Apcher (ou Apchier): D’or au château à trois tours de gueules, maçonné, ajouré et coulyssé de sable, la tour du milieu plus élevée et accostée de deux hallebardes d’azur